# Église Saint-Caprais de Carsac
L'église Saint-Caprais est une église catholique située à Carsac-Aillac, en France.

## Localisation
L'église est située dans le département français de la Dordogne, sur la commune de Carsac-Aillac, à l'entrée ouest du bourg de Carsac, en bordure de la route départementale 703 et du ruisseau l'Énéa.

## Histoire
L'église Saint-Caprais apparaît dans le pouillé du diocèse de Périgueux au XIIe siècle. L'église est alors paroissiale, à la collation par l'évêque et faisant partie de l'archiprêtré de Sarlat. L'église est citée dans le testament de Marguerite de Turenne. En 1321, l'évêque de Sarlat Raymond d'Apremont de Roquecorne unit l'église à l'office de cellérier.
Il y a peu de documents sur l'église pendant la guerre de Cent Ans. Jean de Harpedenne ou Harpedane, sénéchal du Périgord, se présente devant les murs de Sarlat en septembre 1397. Il n'est admis à entrer dans la ville qu'avec vingt hommes d'armes. Le reste de sa troupe pille la région environnante. Le curé de Carsac se plaint de leurs méfaits.
En 1415 est proclamée à Domme une interdiction d'émigrer, mais en 1534 les habitants de Temniac et de Carlux décident de passer outre à cette interdiction et de partir en Espagne, « mais la communauté de Sarlat les arresta, leur fournissant les moyens de vivre et leur promettant assistance ». Les revenus de la cathédrale de Sarlat sont passés de 2 000 livres à 200 ou 300 livres. La commune d'Aillac, liée aujourd'hui à Carsac, est déclarée déserte en 1458. Il ne semble pas que l'église ait trop souffert, sauf la nef qui n'est pas voûtée.

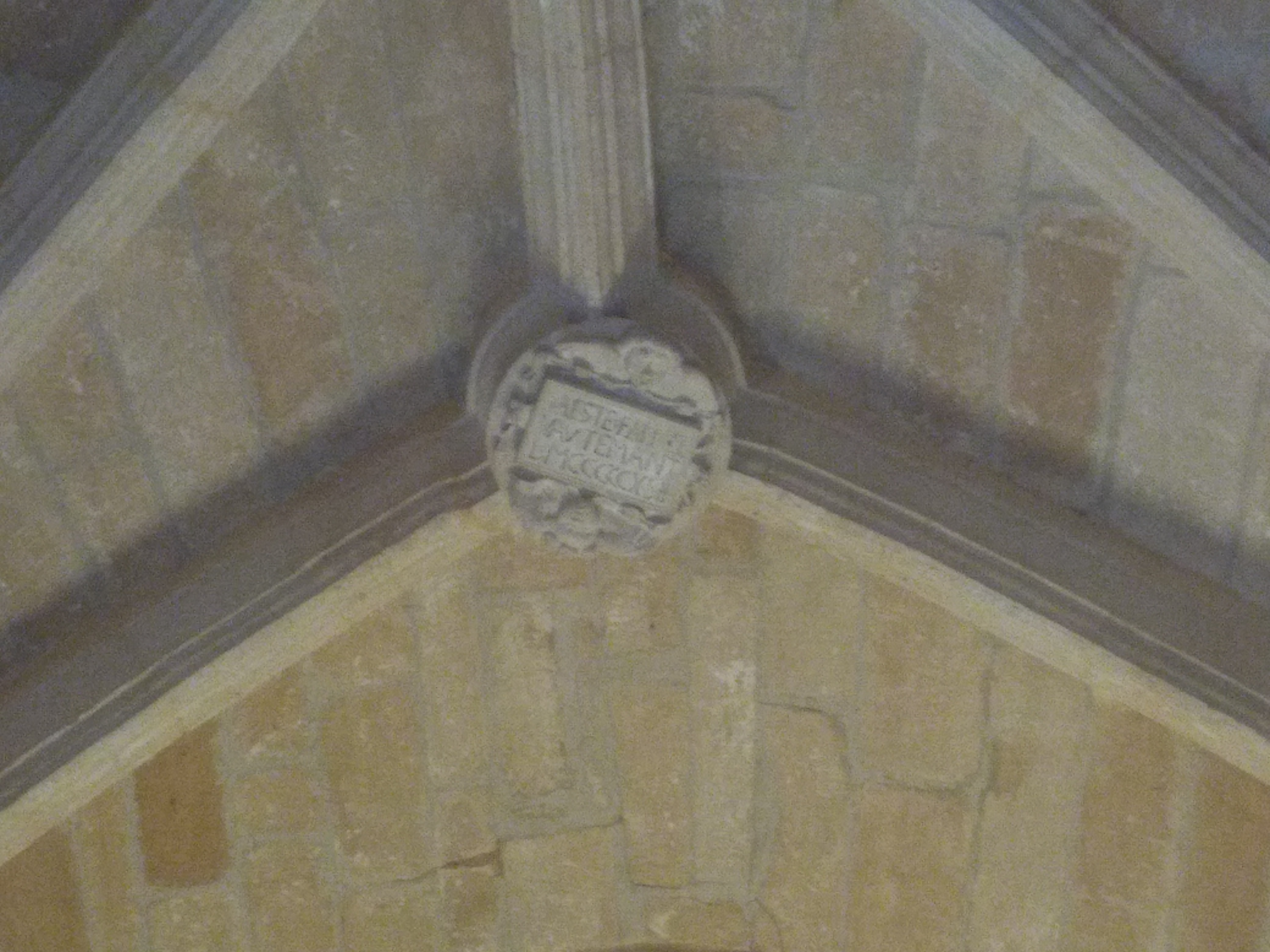
Clé de voûte de la première travée portant la date de 1542.

Le château de Carsac et une partie des rentes sont acquis par la famille de Valette en 1485. Cette famille a fourni des curés à l'église pendant près de 200 ans. Au XVIe siècle, les actes mentionnent six prêtres à Carsac et peut-être cinq autres. Ce nombre important de prêtres va nécessiter d'agrandir l'église. Une inscription sur la clé de voûte de la première travée de la nef indique que la voûte a été terminée en 1542.
L'abbé Delpeyrat indique que les protestants ont mis le feu à l'église en 1567, mais les références qu'il donne sont fausses. Le château aurait été détruit en même temps d'après l'abbé Delpeyrat, mais Dorothée Jacoub indique que cette destruction à ce moment est peu probable car le seigneur du lieu est Antoine III de Valette qui, bien que catholique, était conseiller d'État de Jeanne de Navarre et d'Henri de Navarre. En 1565, il a donné un secours important à son cousin, Jean de Valette, grand maître de l'ordre de Malte, pendant le siège de Malte. Le dernier curé de Carsac de la famille de Valette est cité en 1685.
Une chapelle du bas-côté nord est détruite en 1794. En souvenir de l'aide précédente, l'ordre de Malte a envoyé une contribution pour la restauration de l'église.
Le dallage et la charpente sont refaits en 1922. Une restauration importante est effectuée dans les années 1940-1942. Le clocher est repris en sous-œuvre en 1941. La façade est remise dans son état d'origine en 1943. Les vitraux sont remplacés et un nouvel autel est installé. Après la Seconde Guerre mondiale, le sculpteur Léon Zack, qui était réfugié à Carsac pendant la guerre, réalise en 1950 le chemin de croix en terre cuite, ainsi qu'une dalle en pierre représentant sainte Thérèse, les deux étant classés au titre des monuments historiques, respectivement en 2004 et 2005.

## Protection
L'édifice est classé au titre des monuments historiques le 20 mars 1912.

## Descriptif
L'église se compose d'une nef principale voûtée à deux travées et de deux bas-côtés suivie d'une travée d'avant-chœur avec deux chapelles dans le bas-côté nord, poursuivie par une courte travée du chœur voûtée d'un berceau en plein cintre avec une abside en hémicycle voûtée en cul-de-four. L'avant-chœur est couvert d'une coupole sur pendentifs montée sur des arcs brisés à rouleau, au-dessus de laquelle a été construit le clocher percé de six ouvertures romanes. Le chœur est décoré par douze colonnes géminées, dégagées du mur, avec des chapiteaux richement sculptés. L'arc qui sépare le chœur du transept est soutenu par quatre colonnes géminées, avec des chapiteaux ornés de feuillages et de rinceaux fleuris.
La porte principale s'ouvre dans un porche romano-ogival à cinq archivoltes et claveaux réguliers décroissants retombant sur six colonnes à chapiteaux décorés de moulures romanes.

## Galerie

Photos de l'église Saint-Caprais de Carsac
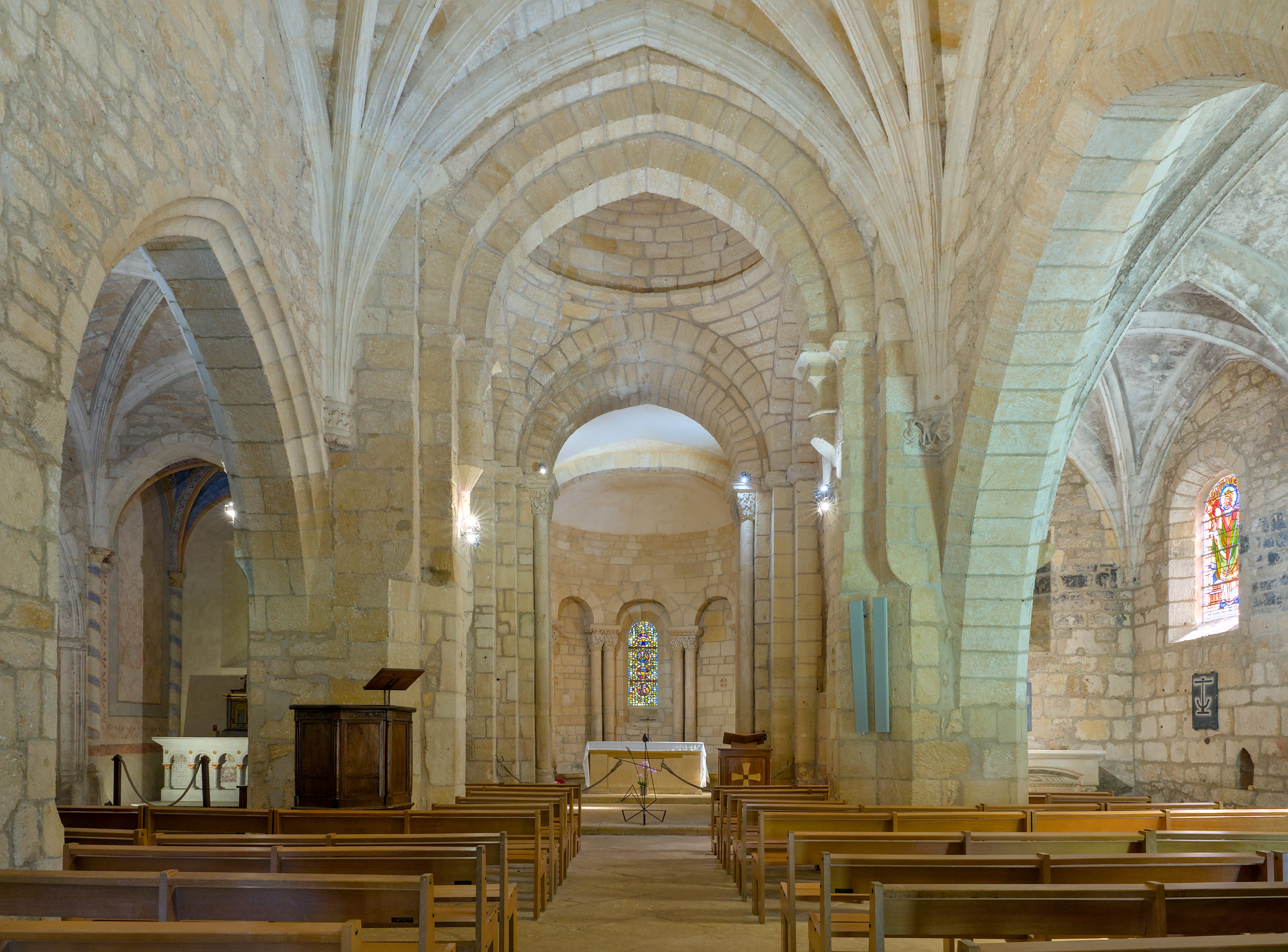
La nef.
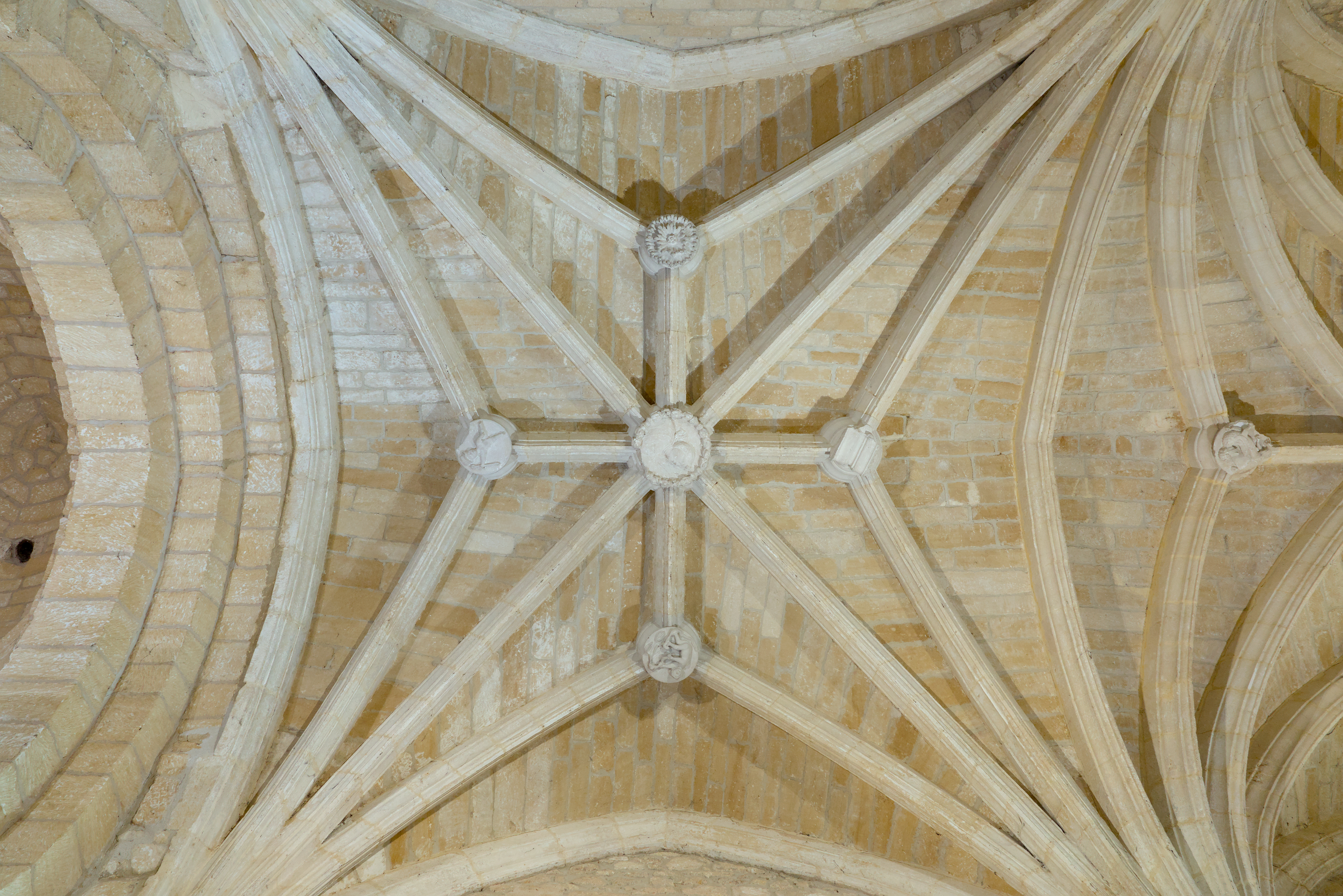
Voûte de la nef principale réalisée en 1542.
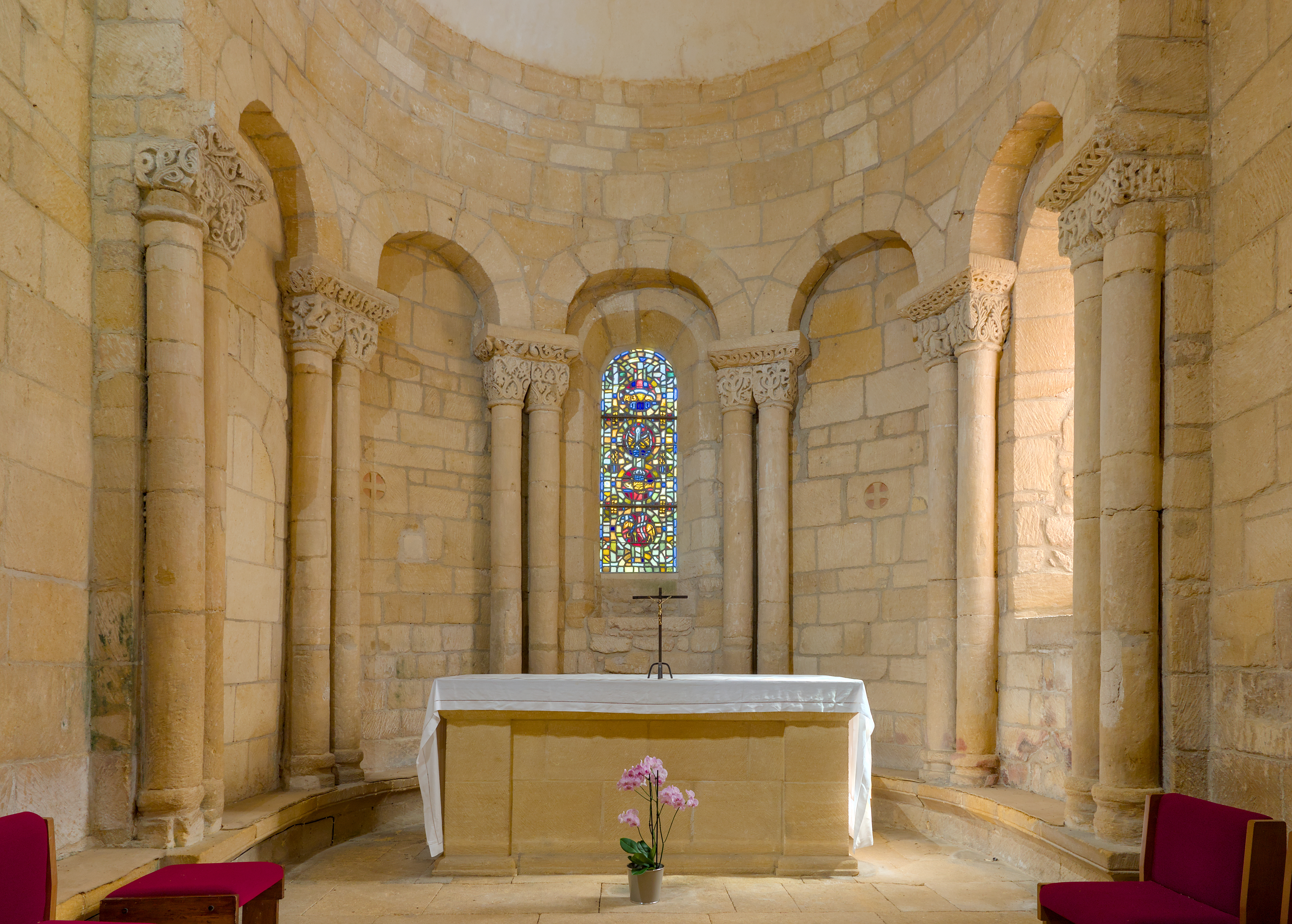
L'abside romane et l'autel principal.
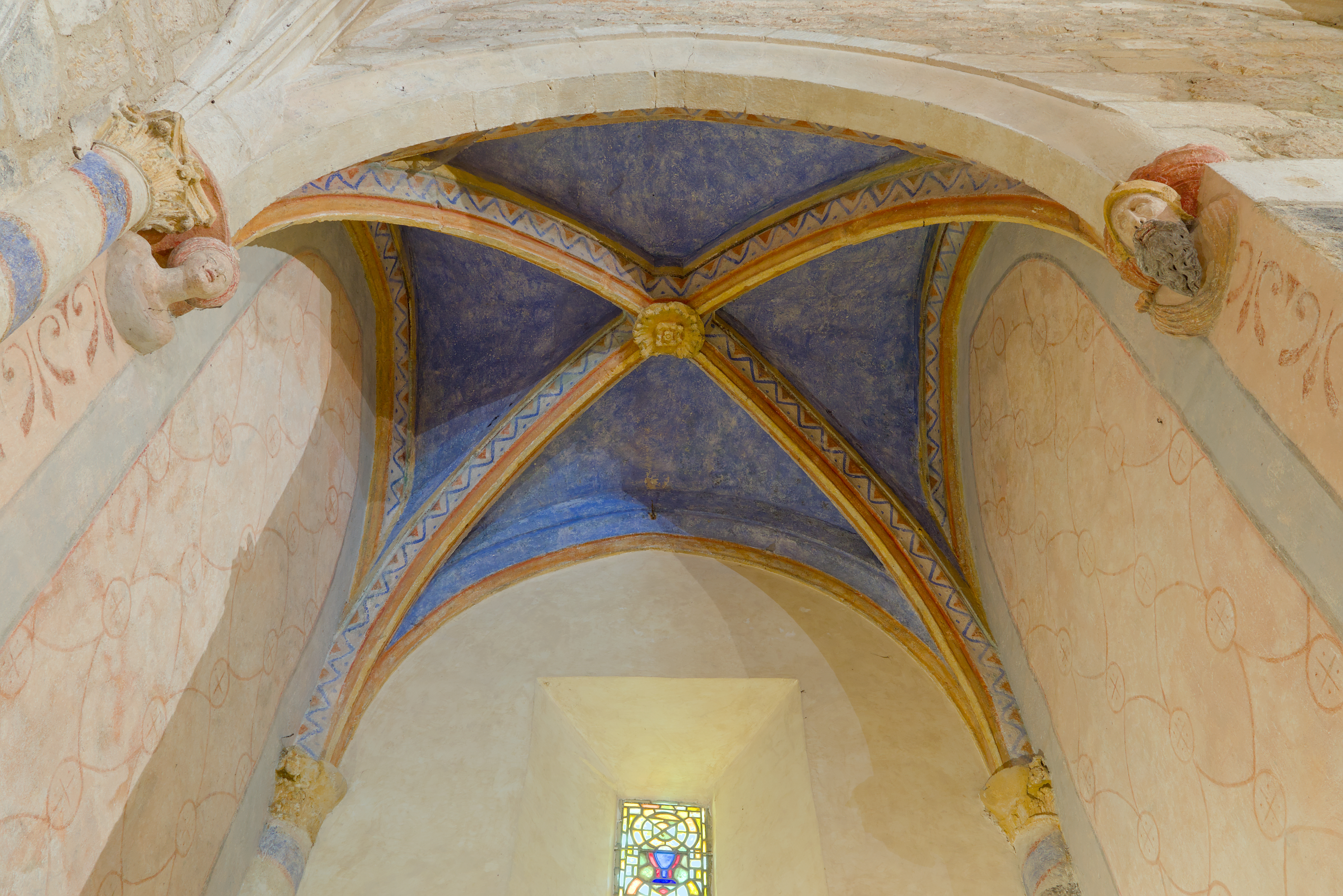
Voûte peinte et sculptée de la chapelle nord.
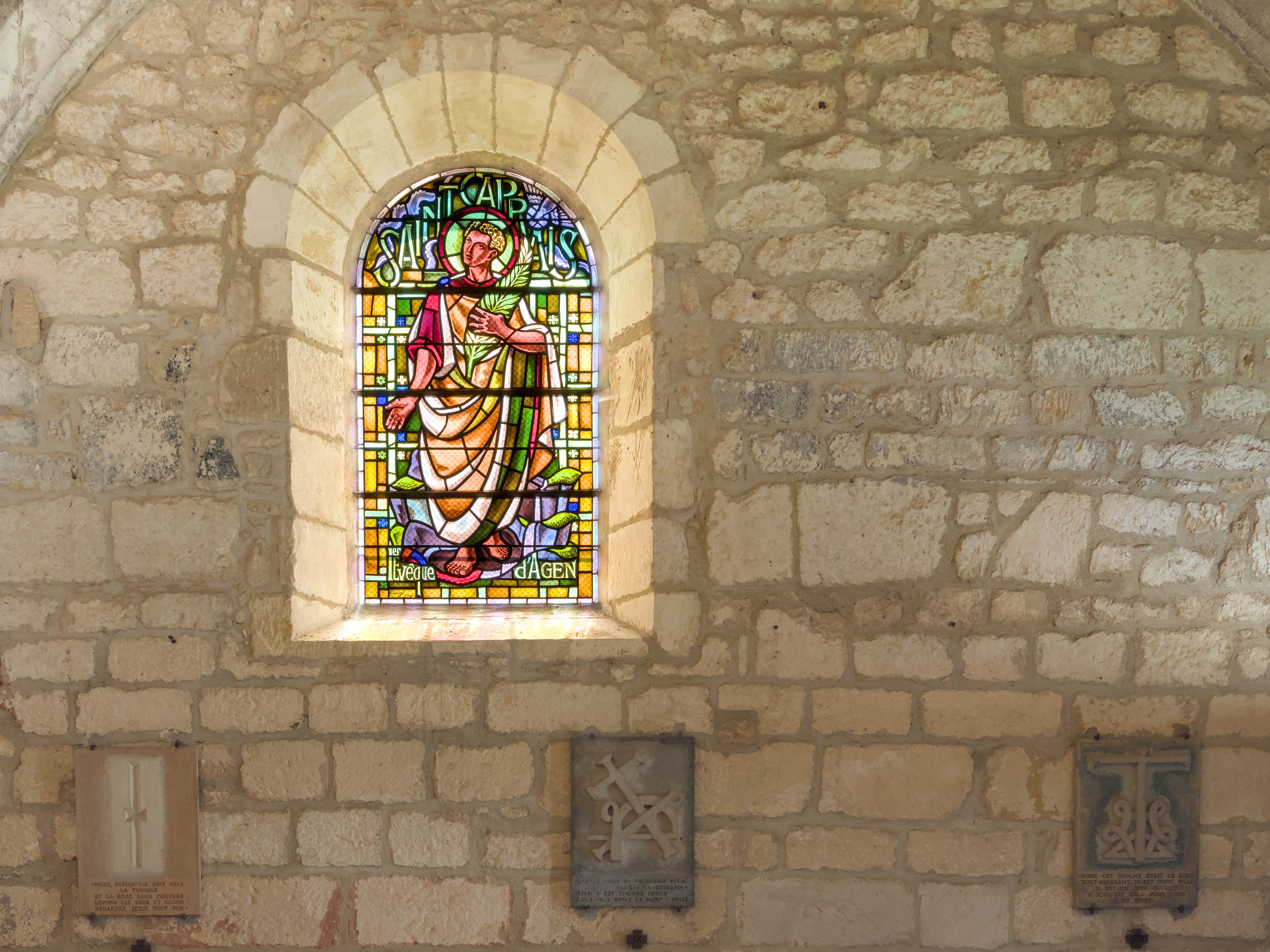
Vitrail et chemin de croix, sur le mur sud.
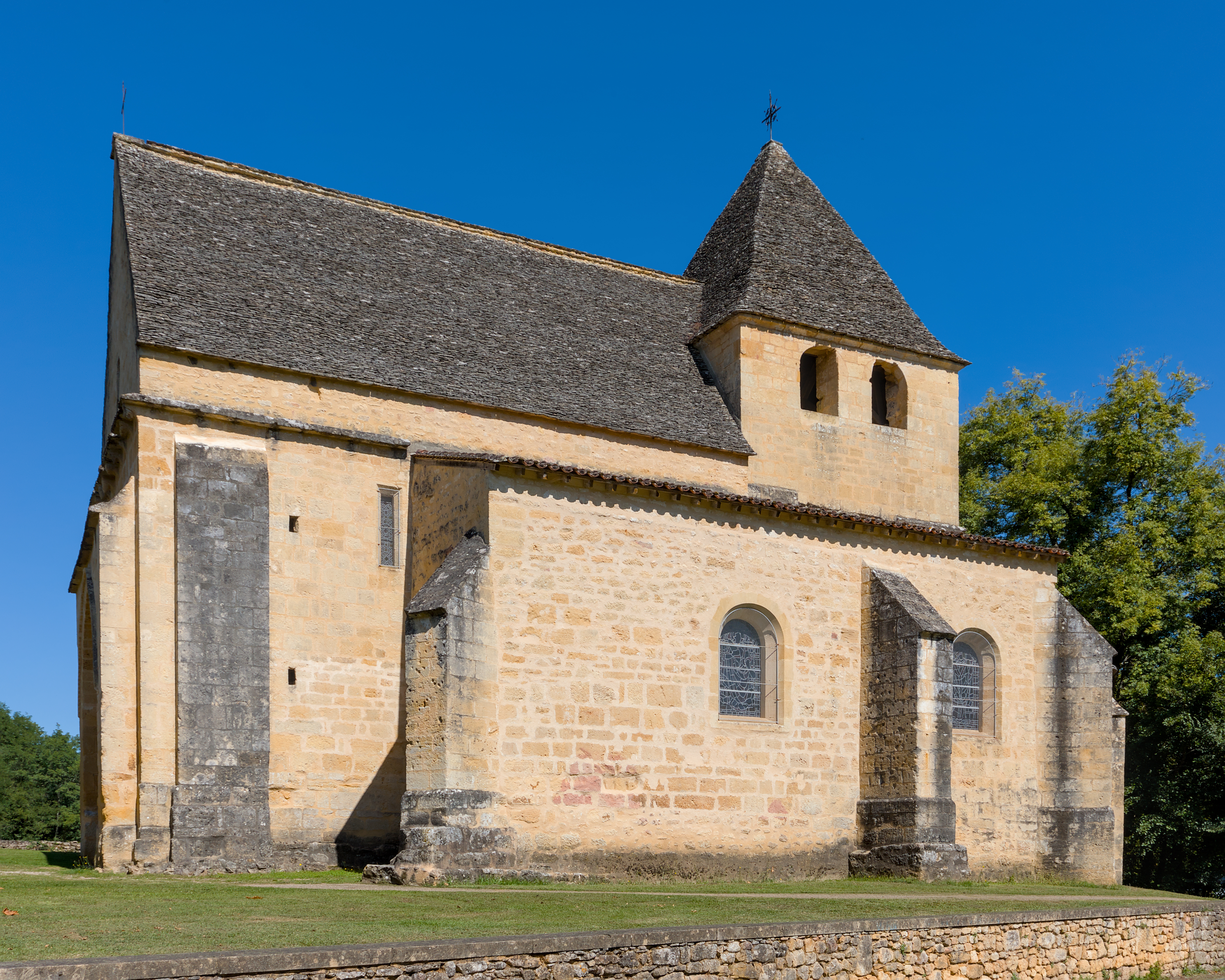
Le pignon sud.